# Rodrigo San Miguel
Rodrigo San Miguel (Saragossa, Aragó, 21 de gener de 1985) és un jugador de bàsquet, que ocupa la posició de base.

## Internacionalitats
- Selecció d'Espanya Cadet.
- Selecció d'Espanya Júnior.
- 2002 Campionat d'Europa Júnior (Seu: Alemanya)
- Selecció d'Espanya sub-20.
- 2005 Campionat d'Europa sub-20 (Seu: Moscou)

## Palmarès
- 2001 Campionat d'Europa Cadet. Selecció d'Espanya. Riga. Medalla de Bronze.
- 2004 Copa Príncep d'Asturies. CAI Zaragoza. Campió.